# Міомбові рідколісся Центральної Замбезії
Міомбові рідколісся Центральної Замбезії (ідентифікатор WWF: AT0704) — афротропічний екорегіон тропічних та субтропічних луків, саван і чагарників, розташований на півдні Центральної Африки.

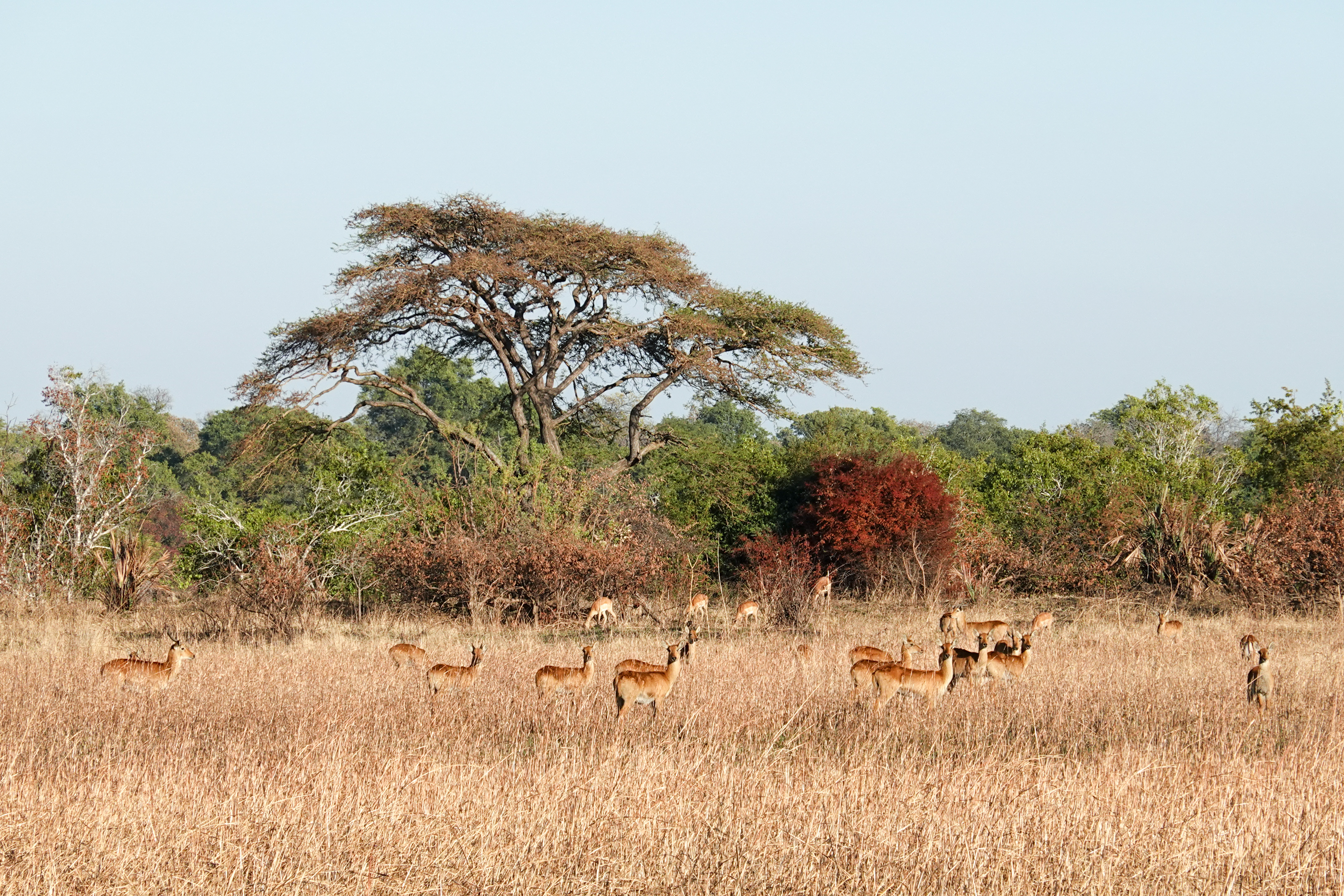
Імпали в Національному парку Кафуе (Замбія)

## Географія
Екорегіон міомбових рідколісь Центральної Замбезії є одним з найбільших за площею екорегіонів Африки. Він охоплює значні території на півночі та в центрі Замбії, регіон Катанга на південному сході Демократичної Республіки Конго, північ та захід Малаві, захід Танзанії, більшу частину Бурунді та східні райони Анголи. На сході екорегіон переходить у більш сухі східні міомбові рідколісся, а на північному сході — у південні акацієво-комміфорові чагарники та хащі. На південь від екорегіону поширені мопанові рідколісся Замбезії та південні міомбові рідколісся, на захід  — ангольські міомбові рідколісся, а на північний захід — у південноконголезьку лісосавану.
Більша частина екорегіону розташована на плоскогір'ях, на висоті від 800 до 1200 м над рівнем моря. Рельєф регіону представлений рівнинами, по яким розкидані пагорби, скельні виступи та інзельберги. Подекуди в регіоні трапляються гірські плато, такі як Кунделунгу, які можуть досягати висоти 1700 м над рівнем моря. Північна частина екорегіону належить до басейну Конго, а південна — до басейну Замбезі. На сході екорегіону розташовані великі озера Вікторія, Танганьїка та Ньяса. По всьому регіону зустрічаються дрібні озера та мілководні, порослі травою та осокою водно-болотні угіддя дамбо, які можуть займати до 30 % його площі. Деякі з цих водно-болотних угідь виділяють у окремий екорегіон затоплюваних луків Замбезії.
З геологічної точки зору основу екорегіону складають докембрійські вулканічні породи, граніти, серпентиніти та пісковики. Ґрунти, як правило, добре дреновані, сильно вилуговані та бідні на поживні речовини, мають тенденцію до окислення. У більш вологих районах переважають оксісолі, а в посушливих районах на півдні і сході регіону — червоноземи.

## Клімат
На більшій частині екорегіону переважає вологий субтропічний клімат (Cwa за класифікацією кліматів Кеппена), на півночі — саванний клімат (Aw за класифікацією Кеппена), а на гірських плато — високогірний субтропічний клімат (Cwb за класифікацією Кеппена). Середня максимальна температура зазвичай становить близько 27 °C, на низьких висотах — 30 °C, а в горах — 24 °C. Мінімальна температура коливається від 9 до 18 °C. Середньорічна кількість опадів коливається від 1000 до 1200 мм, і подекуди досягає 1400 мм. Більшість опадів випадає під час сезону дощів, який триває влітку, з листопада по березень-квітень. Після сезону дощів розпочинається зимова посуха, яка може тривати до семи місяців.

## Флора
Основними рослинними угрупованнями екорегіону є міомбові рідколісся, які перемежовуються едафічними луками та водно-болотними угіддями, а також ділянками вічнозелених лісів, які зустрічаються там, де ґрунтові води залягають близько до поверхні.
Міомбові рідколісся екорегіону є частиною великого міомбового поясу, поширеного на значних територіях Замбезії, на південь від гвінейсько-конголезьких лісів і лісосаван та від східноафриканських саван. Вони відрізняються від інших саван, рідколісь та лісів Африки домінуванням в них дерев з підродини цезальпінієвих (Caesalpinioideae), зокрема різних видів брахістегій (Brachystegia spp.), жюльбернардій (Julbernardia spp.) та ізоберліній (Isoberlinia spp.), які рідко зустрічаються поза межами міомбо. Ці дерева зазвичай мають висоту 15-20 м. Більшість з них скидає листя під час тривалого сухого сезону, однак у центральнозамбезійських міомбових рідколіссях близько 25 % дерев є вічнозеленими, що набагато більше, ніж у східних міомбових рідколіссях, де такі дерева становлять лише 9 % від загальної кількості. В підліску міомбових рідколісь переважають чагарники і трави. Серед дерев, що становлять основу міомбо, слід відзначити пишноцвіту брахістегію (Brachystegia floribunda), голу брахістегію (Brachystegia glaberrima), тисолисту брахістегію (Brachystegia taxifolia), брахістегію Вангерме (Brachystegia wangermeeana), великохвосту маркешію (Marquesia macroura), дерево мнондо (Julbernardia globiflora), дерево мухеса (Julbernardia paniculata) та ангольську ізоберлінію (Isoberlinia angolensis).
Важливим екологічним фактором, який впливає на міомбові рідколісся, є пожежі. Значна сезонність опадів призводить до того, що дерева залишаються сухими протягом кількох місяців у році, а грози на початку сезону дощів можуть легко запалити рослинність. Крім того, що савани регіону від природи вразливі до пожеж, протягом тисячоліть люди навмисно підпалювали їх з метою полювання, розчистки землі під поля та пасовища, або згідно з традиційними віруваннями, пов'язаними з викликанням дощу. Там, де це відбувалося регулярно, рідколісся перетворилися на більш відкриті савани, по яким розкидані вогнетривкі дерева. 
Флористичне різноманіття екорегіону є відносно високим, порівняно з іншими міомбовими екорегіонами. Тут зустрічається понад 3000 видів квіткових рослин, з яких кілька сотень видів є ендеміками. Екорегіон є центром ендемізму для кроталярій (Crotalaria spp.) та індигофер (Indigofera spp.), а також для брахістегій (Brachystegia spp.). В Замбії зустрічається 17 з 35 видів, що належать до цього роду.

## Фауна
Екорегіон міомбових рідколісь Центральної Замбезії, як і інші міомбові регіони, підтримує низьку щільність великих ссавців, хоча через велику площу регіону його загальне значення для таких видів дуже велике. Низька щільність великих ссавців пояснюється суворим сухим сезоном, тривалими посухами та бідними ґрунтами, на яких росте переважно бідна на поживні речовини рослинність. Ці умови обмежують чисельність і біомасу великих травоїдних тварин, а також зміщують їх видовий склад у бік більших видів, таких як саванні слони (Loxodonta africana), чорні носороги (Diceros bicornis) та африканські буйволи (Syncerus caffer caffer), які можуть харчуватися низькокалорійною їжею, споживаючи її у великій кількості. Також в регіоні поширені великі антилопи, зокрема чорні шаблероги (Hippotragus niger), кінські антилопи (Hippotragus equinus), конгоні Ліхтенштайна (Alcelaphus buselaphus lichtensteinii), великі редунки (Redunca arundinum), звичайні канни (Taurotragus oryx) та великі куду (Tragelaphus strepsiceros), які спеціалізуються на поїданні калорійних пагонів високої трави та часто зустрічаються в не пов'язаних з міомбо природних середовищах. Багато копитних тварин регіону пасуться на узліссях або на відкритих, порослих травою ділянках в заплавах та на болотах, розкиданих по регіону. Такі антилопи, як лехве (Kobus leche), пуку (Kobus vardonii), топі (Damaliscus lunatus) та сітатунги (Tragelaphus spekii), віддають перевагу відкритим сезонно затоплюваним або заболочуваним лукам. Смагляві коби (Kobus ellipsiprymnus), південні бушбоки (Tragelaphus sylvaticus), блакитні дуїкери (Philantomba monticola) та імпали (Aepyceros melampus) здебільшого зустрічаються у лісах поблизу постійних водойм. Серед інших великих копитних ссавців, поширених в регіоні, слід відзначити південну жирафу (Giraffa giraffa), бурчеллову зебру (Equus quagga) та блакитного гну (Connochaetes taurinus), а також звичайного бегемота (Hippopotamus amphibius), який часто зустрічається на берегах водойм.
Серед великих хижих ссавців, поширених в регіоні, слід відзначити лева (Panthera leo), африканського леопарда (Panthera pardus pardus), південноафриканського гепарда (Acinonyx jubatus jubatus), смугастого шакала (Lupulella adusta), смугасту гієну (Hyaena hyaena), плямисту гієну (Crocuta crocuta) та рідкісну гієнову собаку (Lycaon pictus). Серед дрібних хижаків слід відзначити степового кота (Felis lybica), сервала (Leptailurus serval), звичайного каракала (Caracal caracal) та ангольську генету (Genetta angolensis), яка мешкає лише у міомбових рідколіссях.
Завдяки своїй близькості до поясу вологих тропічних лісів, поширених в ДР Конго та Уганді, екорегіон підтримує значну кількість приматів, які переважно зустрічаються на півночі регіону. Серед поширених в екорегіоні мавп слід відзначити східних шимпанзе (Pan troglodytes schweinfurthii), угандійських колобусів (Procolobus tephrosceles), ангольських колобусів (Colobus angolensis), рудохвостих мавп (Cercopithecus ascanius) та блакитних мартишек (Cercopithecus mitis). Верветки (Chlorocebus pygerythrus), малбруки (Chlorocebus cynosuros) та бабуїни (Papio cynocephalus) є більш поширеними видами, які зустрічаються в міомбо. Серед інших поширених в екорегіоні ссавців слід відзначити африканського бородавочника (Phacochoerus africanus), чагарникову свиню (Potamochoerus larvatus), саванового зайця (Lepus microtis) та південноафриканського їжатця (Hystrix africaeaustralis). Ендеміками екорегіону є вовчки Монарда (Graphiurus monardi), смугасті трав'яні миші Роузвіра (Lemniscomys roseveari), замбійські білозубки (Crocidura ansellorum) та упембійські білозубки (Crocidura zimmeri).
Орнітофауна екорегіону вирізняється високим різноманіттям. Серед птахів, поширених в міомбових рідколіссях Центральної Замбезії, слід відзначити замбійську синицю (Melaniparus griseiventris), рудочереву синицю (Melaniparus rufiventris), замбійську ластівку (Hirundo nigrorufa), міомбового магалі (Plocepasser rufoscapulatus), міомбового сорокопуда (Lanius souzae), ангольського скеляра (Monticola angolensis), міомбового мерла (Lamprotornis elisabeth), рудоголового кромбека (Sylvietta ruficapilla), краплистоволу мухоловку (Muscicapa boehmi), міомбову альзаколу (Cercotrichas barbata), міомбову зебринку (Calamonastes undosus) та чорносмугу жовтобрюшку (Eremomela atricollis). На водно-болотних угіддях регіону зустрічаються білошиї журавлі (Grus carunculata), ботсванійські чепури (Egretta vinaceigula) та лучні деркачі (Crex crex). Серед майже ендемічних птахів, поширених в регіоні, слід відзначити ангольського ткачика (Ploceus angolensis) та червоноголового нерозлучника (Agapornis lilianae). Ендеміками екорегіону є мочарні ткачики (Ploceus ruweti) та маскові астрильди (Estrilda nigriloris), які зустрічаються лише на півдні ДР Конго.
Герпетофауна екорегіону вирізняється високим різноманіттям та рівнем ендемізму. Серед поширених в регіоні амфібій слід відзначити гладеньку шпоркову жабу (Xenopus laevis), вінценосну жабу-бика (Hoplobatrachus occipitalis), африканську червону жабу (Schismaderma carens), ангольську лісову жабу (Leptopelis cynnamomeus) та ендемічну шабську жабу (Sclerophrys fuliginata), а серед плазунів — нільського крокодила (Crocodylus niloticus). Загалом близько 20 видів плазунів та 13 видів амфібій є ендеміками регіону.

## Збереження
Більша частина екорегіону, за винятком територій Малаві, Бурунді та Мідного поясу, розташованого в Замбії та на півдні ДР Конго, є слабозаселеною. Причиною цього є бідність ґрунтів, які обмежують сільськогосподарський потенціал, та широка присутність мухи цеце (Glossina). Серед факторів, які загрожують природі екорегіону, слід відзначити полювання на диких тварин, браконьєрство, спричинені людьми пожежі з метою розчистки землі або отримання деревного вугілля, а також забруднення навколишнього середовища внаслідок видобування корисних копалин.
Близько 26,5 % площі екорегіону є заповідними територіями. Природоохоронні території включають: Національний парк Камея в Анголі, Лісовий заповідник Бурурі та Національний парк Рувубу в Бурунді, Національний парк Кунделунгу, Біосферний заповідник Луфіра та Національний парк Упемба в ДР Конго, Національний парк Ньїка, Національний парк Касунгу, Природний заповідник Нхотакота та Природний заповідник боліт Вваза в Малаві, Національний парк Гомбе-Стрім, Національний парк Катаві, Національний парк гір Магалі, Національний парк Руаха та Національний парк острова Рубондо в Танзанії, а також Національний парк Кафуе, Національний парк Ісангано, Національний парк Лавуші-Манда, Національний парк Касанка, Національний парк Мверу-Вантіпа, Національний парк рівнини Лусенга, Національний парк Нсумбу, Національний парк Ньїка, Національний парк Північної Луангви, Національний парк Південної Луангви та Національний парк Західної Лунги в Замбії.